# Cornelia Quennet-Thielen
Cornelia Quennet-Thielen (* 19. Januar 1957 in Freiburg im Breisgau) ist eine deutsche Juristin und war von November 2008 bis Juli 2018 Staatssekretärin im Bundesministerium für Bildung und Forschung.

## Ausbildung und Beruf
Nach dem Abitur studierte Quennet-Thielen Rechtswissenschaften in Freiburg und Trier, hierbei war sie eine Stipendiatin der Studienstiftung des Deutschen Volkes. Nachdem sie die zweite Juristische Staatsprüfung bestanden hatte, arbeitete sie ab 1985 als Richterin in Rheinland-Pfalz und ab 1987 im Bundesministerium für Umwelt, Naturschutz und Reaktorsicherheit. Hier war sie u. a. persönliche Referentin von Klaus Töpfer, Referatsleiterin für internationale Zusammenarbeit und Unterabteilungsleiterin für Grundsatzfragen. Ab 2004 bekleidete Quennet-Thielen den Posten einer Abteilungsleiterin im Bundespräsidialamt und war seit 2006 auch stellvertretende Amtschefin. Mit Wirkung zum November 2008 ernannte Bundesministerin Annette Schavan sie zur Staatssekretärin im Bundesministerium für Bildung und Forschung als Nachfolgerin ihres Mannes Michael Thielen. Ihr Nachfolger im Bundespräsidialamt wurde nach mehrmonatiger Vakanz der Stelle Rüdiger Hütte. Auf Antrag von Bildungsministerin Anja Karliczek versetzte sie der Bundespräsident mit Wirkung vom 31. Juli 2018 in den einstweiligen Ruhestand.

## Privates
Cornelia Quennet-Thielen ist römisch-katholisch und verheiratet.